# Viktor Fixl
Viktor Fixl (1. dubna 1914 Marktl - 22. dubna 1986 Praha) byl český tvůrce dřevěných hraček a zakladatel moderní výuky hračkářské tvorby

## Život
Absolvoval Ústřední školu bytového průmyslu a Uměleckoprůmyslovou školu v Praze u prof. Františka Kysely.
Viktor Fixl se věnoval především designu dřevěných hraček, vycházejících z klasických lidových tradic. Dominantní jsou zejména návrhy stavebnicových multifunkčních souborů, určených jednotlivcům i pro dětské kolektivy. Výtvarná stránka, funkčnost a bezpečnost hraček byla u něj vždy na prvním místě.
Dlouhá léta působil jako vedoucí oddělení pro tvorbu hraček na Střední uměleckoprůmyslové škole v Praze.
Řada jeho žáků se výrazně uplatnila na výtvarné scéně.
Člen kolektivu, který získal Grand Prix na EXPO 58 v Bruselu, člen Svazu českých výtvarných umělců a ICCP (International Council for Children's Play).

## Účast na výstavách
- Dítě a hračka, Praha 1952
- Světová výstava Montreal 1971
- Dobrá hračka, Praha 1973
- Hračka – svět dítěte, Gottwaldov 1976
- Československá hračka, Gent 1976 Helsinky 1978

## Knihy
- Současná hračka (autoři: Eva Opravilová, Viktor Fixl), Odeon 1979
- Hra a hračka v životě dítěte (autoři: Věra Mišurcová, Jiří Fišer, Viktor Fixl), Praha 1980